# Tribut (TV-program)
Tribut var ett TV-program i ZTV, där programledaren Elsa Billgren träffade artister i olika miljöer. Tittarna kunde vara med och ställa frågor till artisterna genom ZTV:s webbplats. Första säsongen sändes under våren 2007, klockan 18.00 om fredagskvällarna.

## Artister säsong 1
- Snook (2 mars)
- Lisa Miskovsky (9 mars)
- In Flames (16 mars)
- Melody Club (23 mars)
- Ison & Fille (30 mars)
- Hello Saferide/Säkert! (6 april)
- Hammerfall (13 april)
- Mange Schmidt (20 april)
- Basshunter (27 april)